# El Paraíso, Chilapa de Álvarez
El Paraíso är en ort i Mexiko.   Den ligger i kommunen Chilapa de Álvarez och delstaten Guerrero, i den södra delen av landet, 210 km söder om huvudstaden Mexico City. El Paraíso ligger 1 531 meter över havet och antalet invånare är 458.
Terrängen runt El Paraíso är kuperad. Runt El Paraíso är det ganska glesbefolkat, med 42 invånare per kvadratkilometer. Närmaste större samhälle är Chilapa de Alvarez, 1,7 km norr om El Paraíso. Omgivningarna runt El Paraíso är en mosaik av jordbruksmark och naturlig växtlighet.